# Aktuel Naturvidenskab
Aktuel Naturvidenskab (ISSN 1399-2309) er et dansk tidsskrift, der beskæftiger sig med aktuelle naturvidenskablige emner. Det bliver udgivet fra Det Naturvidenskabelige Fakultet på Aarhus Universitet sammen med en række andre universiteter i 6 numre årligt med et oplag på 8.600. Skribenterne er oftest enten videnskabsjournalister eller danske forskere.[kilde mangler] En del af artiklerne findes som PDF fra bladets hjemmeside. 
Jørgen Dahlgaard og Carsten Rabæk Kjaer fungerer som redaktører, mens dekanen ved Det Naturvidenskabelige Fakultet Erik Meineche Schmidt er ansvarshavende. I redaktionsudvalget sidder foruden de to redaktører også Kaj Sand-Jensen, Peter Bondo, Carsten Broder Hansen, Torben Lund Skovhus.[kilde mangler]
Blandt skribenterne, der har bidraget med flere artikler, har været Peter K.A. Jensen, Benny Lautrup og Arne Astrup.[kilde mangler]
Bladet udgives med støtte fra Forskningsrådet for Natur og Univers og Forskningsrådet for Teknologi og Produktion.